# Storia della Colombia
La storia della Colombia come Repubblica comincia solo dopo l'indipendenza dalla Spagna il 20 luglio 1810 insieme con le altre colonie spagnole dell'America meridionale come il Venezuela, l'Ecuador, il Perù e la Bolivia (Panama è stato un dipartimento della Colombia fino al 1904). Con Boyacá culmina la vittoria definitiva che sigilla una nuova storia in quella che conosciamo come America Latina.
La storia del paese sudamericano non comprende soltanto il suo periodo repubblicano. La genesi della sua identità si trova infatti nel suo periodo coloniale (1492 - 1810), epoca nella quale erano presenti i colonizzatori spagnoli, gli indigeni e gli africani importati come schiavi. Comprende anche il tempo precolombiano, con lo splendore d'una delle civiltà più avanzate delle Americhe: le Civiltà Chibcha o Muisca e quella Tairona. Poi, durante il XX secolo, la Colombia, come tutti i paesi latino-americani, ha passato tempi difficili con guerre civili, crisi economiche e rivoluzioni.

## Epoca pre-colombiana
Basandoci sui resti archeologici come El Abra, il popolamento del territorio dell'attuale Colombia dovrebbe essere iniziato tra l'11.000 e il 20.000 a.C. Le vie del popolamento furono varie, come testimoniano le diverse famiglie linguistiche e le differenze culturali (paleoindio, arcaico, formativo). Si ha traccia, infatti, che circa 12.000 anni fa società di cacciatori-raccoglitori abitavano nei pressi dell'attuale Bogotá (a El Abra e Tequendama) e commerciavano tra loro e con le civiltà che vivevano nella valle del fiume Magdalena. A causa della sua posizione, l'attuale territorio della Colombia fu un corridoio della prima migrazione umana che dal Mesoamerica e dai Caraibi raggiunse le Ande e il bacino dell'Amazzonia. I più antichi reperti archeologici provengono dal sito archeologico di Pubenza e dai siti archeologici di El Totumo nella valle della Magdalena, a 100 chilometri a sud-ovest di Bogotà. Questi siti risalgono al periodo paleoamericano (18.000-8000 a.C.). Nel sito archeologico di Puerto Hormiga e in altri siti, sono state trovate tracce risalenti al periodo arcaico in Sud America (~ 8000-2000 AC). I resti indicano che vi fu anche una precedente occupazione nelle regioni di El Abra, Tibitó e Tequendama nel Cundinamarca. La più antiche ceramiche scoperte nelle Americhe, rinvenute nel sito archeologico di San Jacinto, risalgono al 5000-4000 a.C.. Le popolazioni indigene abitano il territorio che ora è la Colombia dal 10.500 a.C.
Tra il 5000 e il 1000 a.C., le tribù di cacciatori-raccoglitori si stanziarono e formarono delle società agricole; furono stabiliti insediamenti fissi e apparve la ceramica. A partire dal I millennio a.C., gruppi di amerindi, tra cui Muisca, Quimbaya, Tairona, Calima, Zenú, Tierradentro, San Agustín, Tolima e Urabá divennero esperti nell'agricoltura, nell'estrazione dei metalli e nella metallurgia; alcuni svilupparono il sistema politico dei cacicazgo con una struttura piramidale di potere guidata dai caciques. I Muisca abitava principalmente l'area di quelli che oggi sono i dipartimenti di Boyacá e Cundinamarca (Altiplano Cundiboyacense) dove formarono la Confederazione di Muisca, uno dei sistemi politici più sviluppati in Sud America, superato solo dagli Incas Coltivavano mais, patate, quinoa e cotone e commerciavano oro, smeraldi, tessuti, oggetti in ceramica, coca e soprattutto sale con le nazioni vicine. I Tairona abitavano nel nord della Colombia nella regione desolate della Sierra Nevada de Santa Marta nella catena montuosa delle Ande. Le regioni abitate dai Quimbaya nella valle del fiume Cauca tra le Cordigliera occidentale e centrale Gli Incas espansero il loro impero nella parte sud-occidentale del paese.

## Il periodo coloniale spagnolo
Gli spagnoli si insediarono lungo la costa nord dell'attuale Colombia attorno al 1500, ma il loro primo insediamento permanente, a Santa Marta, non si stabilì prima del 1525.
Nel 1549, l'istituzione della Audiencia a Santa Fé de Bogotá diede alla città lo status di capitale della Nuova Granada, regione che comprendeva molto dell'attuale territorio della Colombia. Nel 1717 venne originariamente creato il vicereame della Nuova Granada, che in seguito venne temporaneamente rimosso per essere poi ristabilito nel 1739.
Il vicereame ebbe come capitale Santa Fé de Bogotá. Questo vicereame includeva alcune altre province del nord ovest sudamericano che erano precedentemente state sotto la giurisdizione del vicereame di Nuova Spagna o Perù, e che corrispondono principalmente agli odierni territori di Venezuela, Ecuador e Panama.
Quindi Santa Fé de Bogotá divenne una delle principali città amministrative del dominio spagnolo nel Nuovo Mondo, insieme con Lima e Città del Messico, nonostante però rimanesse indietro alle ultime due per motivi economici e logistici.

## Dall'indipendenza alla Grande Colombia

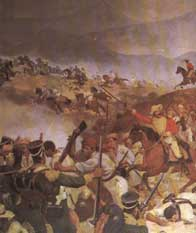
La Battaglia di Boyacà, olio di Martín Tovar y Tovar, Parigi, 1980.

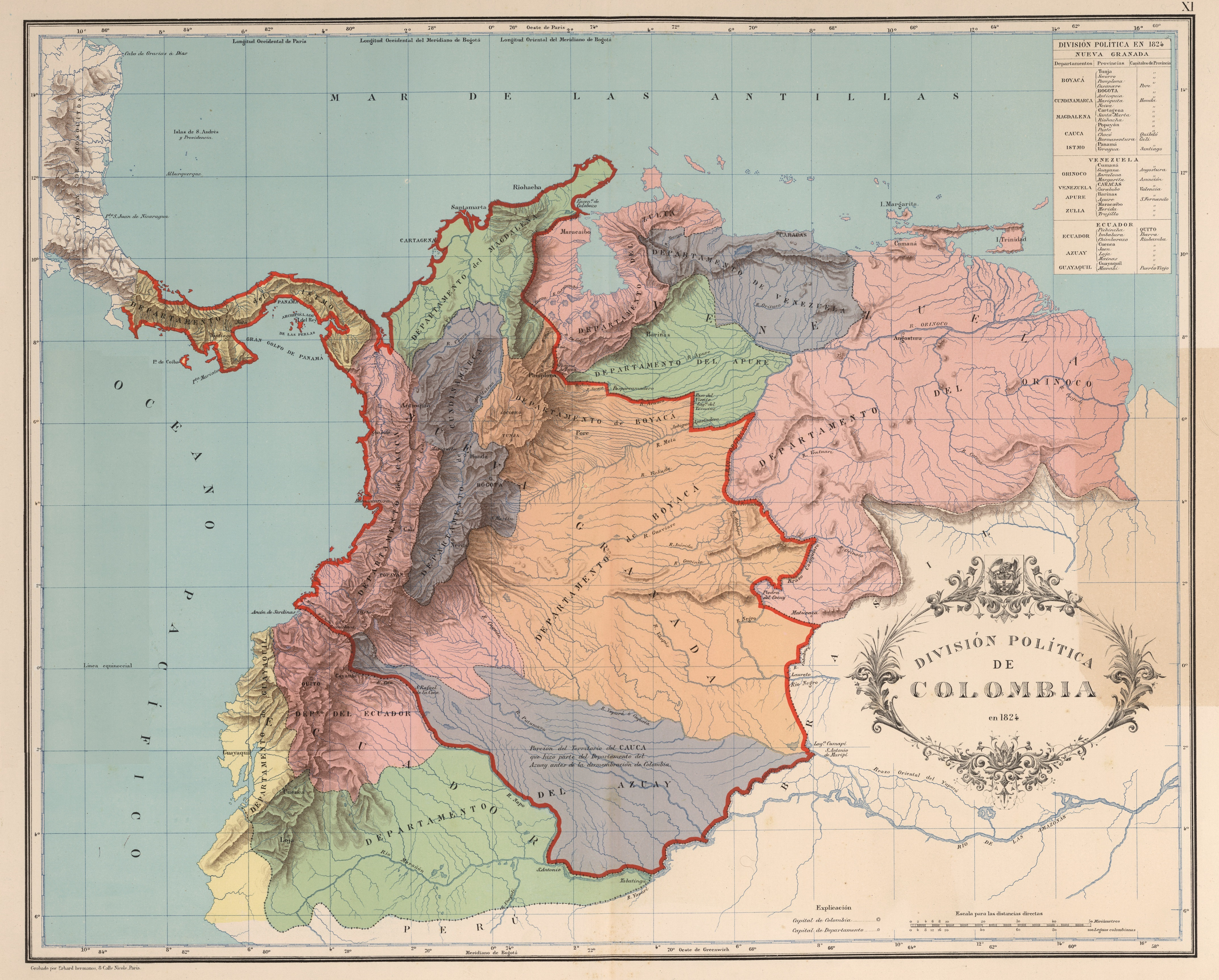
La Grande Colombia nel 1824

Il 20 luglio 1810 i cittadini di Santa Fé de Bogotá crearono il primo consiglio di rappresentanza per contrastare l'autorità spagnola, proclamando la piena indipendenza nel 1810.
Una lunga guerra di indipendenza, condotta principalmente nella Nuova Granada da Simón Bolívar e da Francisco de Paula Santander, terminò a seguito della battaglia di Boyacà, il 7 agosto 1819.
Quell'anno il Congresso di Angostura stabilì la Repubblica della Grande Colombia, che includeva tutti territori sotto la giurisdizione del vicereame di Nuova Granada, la Audienza de Quito e la Capitaneria Generale del Venezuela.
Simòn Bolìvar venne eletto primo presidente della Grande Colombia, e Francisco de Paula Santander venne eletto vicepresidente.
Una volta che, nel 1830, si dissolse la Grande Colombia, il Dipartimento di Cundinamarca al suo interno divenne un nuovo stato, la Repubblica di Nuova Granada.

## La Repubblica: il conflitto tra liberali e conservatori

Evoluzione territoriale della Colombia dal 1811 al XXI secolo

Nel 1863 il nome di repubblica venne cambiato ufficialmente in Stati Uniti di Colombia, e nel 1886 la nazione adottò il suo nome attuale: Repubblica di Colombia.
Nel 1849 vennero fondati i due partiti politici più antichi: quello conservatore, legato alla grande proprietà fondiaria, al sistema produttivo agricolo latifondista e alla chiesa cattolica, e quello liberale, espressione del nascente capitale finanziario.
Col passare del tempo crebbe il conflitto fra le diverse visioni politiche: quella del partito conservatore, per un governo fortemente centralizzato e un'alleanza con la Chiesa Cattolica Romana e quella liberale, che sosteneva l'idea di un governo decentralizzato e che preferiva l'intervento dello Stato piuttosto che quello della Chiesa in questioni civili come l'educazione dei cittadini. I liberali videro in Santander un loro precursore per le sue inclinazioni federaliste, mentre i conservatori cercarono di utilizzare politicamente la figura di Bolìvar a partire dalla sua volontà di costruire uno stato centralista. Rimase una contraddizione di fondo insolubile per il partito conservatore: mentre Bolìvar insisteva sullo stato centralizzato per rafforzare l'indipendenza della Gran Colombia ed univa all'indipendentismo l'idea della giustizia sociale, della liberazione degli schiavi e della lotta al latifondo, il partito liberale si muoveva con obiettivi quasi opposti. Mentre la figura di Santander risultava essere affine agli interessi di entrambi i partiti.
Durante tutto il XIX secolo e l'inizio del XX secolo, ciascun partito comandò il paese per più o meno lo stesso tempo.
Durante la storia della Colombia, il potere è stato preso tre volte dai militari: nel 1830, dopo la dissoluzione della Grande Colombia, nel 1854, e dal 1953 al 1957. Nei primi due casi entro un anno venne ristabilito un governo regolare.
Nonostante la nazione segua istituzioni democratiche, la storia della Colombia è stata anche caratterizzata da ampi e violenti conflitti. Due guerre civili sono state il risultato dell'aspra rivalità tra il partito conservatore e il partito liberale. La guerra dei mille giorni (1899 – 1902) costò circa 100.000 vite, e quasi 300.000 persone morirono durante La Violencia (La Violenza), uno scontro esploso tra la fine degli anni quaranta e l'inizio degli anni cinquanta in seguito all'assassinio del candidato liberale popolare Jorge Eliecèr Gaitàn.
Un golpe militare nel 1953 spodestò il governo del conservatore Laureano Gomèz e portò al potere il generale Gustavo Rojas Pinilla. Inizialmente Rojas godette di un considerevole supporto popolare, dovuto principalmente al suo successo nel sedare La Violencia. In seguito però non ripristinò un governo democratico e venne destituito dai militari nel 1957 (azione supportata da entrambi i partiti politici). Si creò allora un governo provvisorio.

## Il regime del Fronte Nazionale (1958-1974)
Nel luglio 1957, l'ex presidente conservatore Laureano Gomez e l'ex presidente liberale Alberto Lleras Camargo sottoscrissero la Dichiarazione di Sitges, nella quale proponevano un Fronte Nazionale in cui i partiti liberale e conservatore avrebbero governato insieme. La presidenza sarebbe stata determinata dall'alternarsi di un presidente conservatore e di uno liberale ogni quattro anni per 16 anni, escludendo ogni altra opzione politica; i due partiti avrebbero avuto uguale peso in ogni questione governativa.
Il Fronte Nazionale pose fine al periodo de La Violencia, e la sua amministrazione tentò di istituire riforme sociali ed economiche di lungo termine in collaborazione con l'Alleanza per il progresso. Alla fine, le contraddizioni di ogni successiva amministrazione conservatrice e liberale portarono a risultati contrastanti. Nonostante il progresso in alcuni settori del paese, continuarono numerose le ingiustizie politiche e sociali, e rimasero attive nella zona centrale del paese numerose formazioni guerrigliere di ispirazione liberale e di ispirazione comunista.
Si è soliti indicare il 1964 come l'anno di inizio della guerra civile colombiana. In quell'anno infatti vennero fondate le FARC (Forze Armate Rivoluzionarie Colombiane), che proseguirono la guerra di guerriglia mobile in tutto il paese, riunendo in una sola organizzazione le formazioni armate contadine che avevano rifiutato di deporre le armi (liberali) dopo il periodo de La Violencia, e quelle che praticavano l'autodifesa armata (dirette dal Partito Comunista).
Lo stesso Fronte Nazionale venne visto come uno strumento di repressione politica, oltre che dai dissidenti anche da alcuni dei suoi principali sostenitori, specialmente dopo le elezioni che portarono al potere Misael Pastrana Borrero nel 1970 a scapito del candidato populista Gustavo Rojas Pinilla dell'Alleanza Nazionale Popolare. Queste vennero infatti caratterizzate da fortissimi sospetti di brogli elettorali. Il movimento di guerriglia M-19 venne fondato principalmente come risposta a questo particolare evento.

## Gli anni dopo il Fronte Nazionale

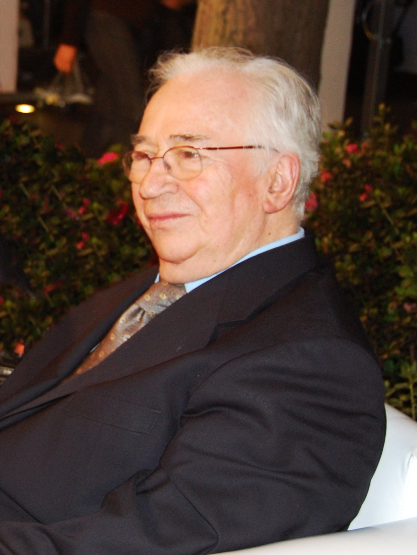
Belisario Betancur, Presidente dal 1982 al 1984

Dal 1974 fino al 1982 i diversi schieramenti politici del paese scelsero di concentrare i propri sforzi per porre fine ai frequenti colpi di stato che avevano caratterizzato il sistema politico colombiano. Entrambi i gruppi pretendevano di rappresentare i poveri e i deboli contro le classi ricche e potenti del paese, chiedendo una seria riforma politica di stampo comunista di distribuzione delle terre.
Dal 1982, percependo un indebolimento delle FARC e avendo ottenuto numerosi successi contro l'M-19, l'amministrazione del liberale Julio César Turbay Ayala impose un particolare decreto di stato d'assedio attraverso il quale il presidente attuò una durissima repressione (numerose furono le accuse di violazione dei diritti umani) nei confronti dei guerriglieri sospetti o catturati.
L'insoddisfazione dei cittadini, dovuta all'inasprirsi del conflitto, portò all'elezione del presidente Belisario Betancur, un conservatore che ottenne il 47% delle preferenze e che nel 1984 negoziò un cessate il fuoco con le FARC e con il M-19 a seguito della liberazione di molti guerriglieri imprigionati durante l'amministrazione precedente.
Durante lo svolgimento di tutti questi eventi, il crescente traffico di sostanze stupefacenti all'interno del territorio colombiano stava prendendo piede come uno dei motivi principali della guerra civile colombiana. Nuovi disordini scoppiarono infatti tra i guerriglieri e i nuovi ricchissimi signori della droga. Addirittura nel 1981 venne creata la MAS (Muerte a Secuestradores) un'associazione criminale creata dai familiari delle persone appartenenti al cartello della droga rapite dai guerriglieri.
Tra le vittime principali del cartello della droga figurò anche il ministro della giustizia Rodrigo Lara Bonilla, assassinato nel 1984. Questo evento determinò l'inizio di una diretta opposizione dell'amministrazione Betancur nei confronti dei signori della droga.
Il cessate il fuoco concordato con la M-19 si concluse quando i guerriglieri ricominciarono a combattere nel 1985, sostenendo che il cessate il fuoco non era stato pienamente rispettato dagli ufficiali delle forze di sicurezza: alcuni membri dell'organizzazione infatti sarebbero stati vittima di minacce e assalti. L'amministrazione Betancur continuò i negoziati di pace in particolare con le FARC, arrivando a creare l'Unione Patriottica (UP), un'associazione politica legale.
Il 6 novembre 1985 la M-19, irruppe nel palazzo di giustizia colombiano e fece ostaggi i magistrati della Corte Suprema. Nelle sparatorie susseguenti dovute al confronto con le forze dell'ordine morirono molte persone, tra cui influenti membri dell'organizzazione dei guerriglieri.
Nel frattempo alcuni membri delle FARC si iscrissero all'UP, in rappresentanza del comando dei guerriglieri. La tensione crebbe presto: i trafficanti di droga vennero accusati di violenza politica nei confronti dei membri dell'UP e delle FARC, incluso il candidato alle presidenziali Jaime Pardo Leal. I membri del governo e delle forze dell'ordine sostenevano con sempre maggiore insistenza che le FARC continuavano a reclutare guerriglieri ed a intimidire politicamente i votanti nonostante l'UP avesse già un ruolo in politica.
Il governo di Virgilio Barco Vargas (1986-1990), oltre a continuare ad avere difficoltà nei complessi negoziati con i guerriglieri, ebbe un duro confronto anche con i signori della droga, i quali instaurarono un clima di terrore per rispondere alla politica governativa in favore della loro estradizione all'estero.
Anche l'UP soffrì di un crescente numero di perdite in questo periodo (incluso l'assassinio del candidato presidente Bernardo Jaramillo Ossa).

## Gli anni novanta
I successivi governi hanno dovuto avere a che fare con la violenza e la corruzione dei guerriglieri, paramilitari e narcotrafficanti usando sia la forza che il negoziato. I narcotrafficanti assassinarono tre candidati presidenziali prima che venisse eletto Cesar Gaviria Trujillo, nel 1990.
Dalla morte del leader del cartello di Medellín Pablo Escobar, durante una sparatoria con la polizia nel dicembre 1993, gli atti di violenza dei narcotrafficanti sono da ricondursi a una serie di piccole e frammentate organizzazioni criminali di commercianti di droga, che principalmente protestano contro alcune politiche del governo, inclusa l'estradizione.
La M-19 e altri piccoli gruppi di guerriglieri vennero inclusi con successo in un processo di pace che portò all'inizio degli anni novanta alle elezioni per un'Assemblea Costituente della Colombia che scrisse una nuova costituzione, che entrò in vigore nel 1991. La nuova costituzione prevedeva un considerevole numero di riforme istituzionali e legali, basate su princìpi che i membri dell'assemblea ritennero più moderni, democratici e politicamente aperti rispetto a quelli presenti nella costituzione precedente, del 1886. I risultati furono contrastanti ed emersero alcune controversie (come il dibattito riguardante la proibizione costituzionale dell'estradizione), ma ebbe il merito di incorporare alcuni gruppi di guerriglieri all'interno del contesto politico legale del paese.
I contatti con le FARC, che erano continuati irregolarmente anche dopo l'interruzione del cessate il fuoco e la rottura ufficiale dei negoziati del 1987, vennero temporaneamente tagliati nel 1990 durante la presidenza di Cesar Gavia Trujillo (1990 - 1994): l'esercito colombiano assaltò il santuario delle FARC a La Uribe (la Casa Verde) e le successive rappresaglie dei guerriglieri furono un duro colpo ai negoziati portati avanti nell'ultimo decennio.
Il presidente Ernesto Sampier Pizano assunse l'incarico nell'agosto 1994, ma i programmi di governo e le riforme interne che dovevano attuarsi vennero rallentate a causa di una vasta crisi politica dovuta al presunto contributo dei narcotrafficanti alla campagna presidenziale di Sampier. Inoltre l'esercito subì numerose sconfitte nella lotta contro il guerriglieri e molti soldati e ufficiali vennero presi in ostaggio dalle FARC.
Il 7 agosto 1998 Andrès Pastrana Arango divenne presidente della Colombia. Il programma del presidente, membro del partito conservatore, si basava sull'impegno di risolvere l'annosa guerra civile colombiana e di combattere il traffico di droga attraverso una piena collaborazione con gli Stati Uniti d'America.
L'amministrazione Pastrana dovette combattere l'altissimo tasso di disoccupazione del paese (che in questo periodo crebbe fino a oltre il 20%) e altri problemi economici come il deficit fiscale e la generale instabilità finanziaria della Colombia.
Il crescente numero di attacchi da parte dei guerriglieri e l'aumento della produzione di droga resero ancora più difficili da risolvere i problemi del paese.

## IlPiano Colombia
Non c'è un'unica spiegazione ai problemi recenti della Colombia, ma sicuramente alcuni dei motivi principali sono da ricondursi a una scarsa presenza del governo in alcune vaste aree dell'entroterra del paese, all'espansione delle coltivazioni di droghe illegali, alla diffusissima violenza e alle enormi differenze sociali. Per contrastare questi problemi, l'amministrazione Pastrana alla fine del 1999 ha escogitato il Piano Colombia.
I principali obiettivi di questa strategia sono stati quelli di promuovere la pace, combattere l'industria del narcotraffico, ravvivare l'economia colombiana, aumentare il rispetto dei diritti umani e rinforzare le istituzioni democratiche e sociali del paese.
Per questa iniziativa il governo colombiano ha ricevuto un notevole supporto economico dall'Unione europea e da altri paesi, ma in particolare dagli Stati Uniti che hanno stanziato 1,3 miliardi di dollari.
I negoziati di pace con il guerriglieri si sono definitivamente interrotti in questo periodo, a seguito del rapimento di un membro del congresso e di altri politici.

## Gli anni duemila
Nel maggio 2002, il politico conservatore Álvaro Uribe Vélez è diventato il quarantatreesimo presidente della Colombia. Immediatamente si è prodigato per distruggere le organizzazioni dei guerriglieri, contando anche sull'apporto di cittadini informatori per aiutare la polizia e le forze armate a pedinarne i membri sospetti.
Nell'autunno 2002, il governo ha adottato la cosiddetta Politica Democratica di Difesa e Sicurezza, una strategia che principalmente è concentrata sugli aspetti della sicurezza del paese, ma che ha posto anche molta attenzione a temi come l'espansione del commercio internazionale e la riforma del sistema giudiziario colombiano.
Nel 2004, a due anni dall'inizio di questa politica, la situazione in Colombia ha mostrato un leggero miglioramento e l'economia, nonostante sia ancora fragile, ha mostrato alcuni segni positivi. Ma è stato fatto ancora relativamente poco per risolvere la maggior parte dei problemi strutturali del paese soprattutto a causa del conflitto politico legislativo tra l'amministrazione Uribe e il congresso colombiano.
Alcuni osservatori critici sostengono che le politiche di Uribe, nonostante abbiano ridotto le attività criminali e di guerriglia, siano troppo orientate a una soluzione militare della guerra interna alla Colombia. Essi chiedono al governo di Uribe di compiere seri sforzi per migliorare la situazione dei diritti umani all'interno del paese, proteggendo la popolazione civile e riducendo ogni abuso commesso dalle forze armate.
D'altro canto i sostenitori di Uribe credono che una intensa azione militare sia necessaria per combattere ogni tentativo di azione dei guerriglieri e che questo argomento abbia la precedenza rispetto ad ogni altro tema sociale.
L'attuale economia colombiana, pur con vari punti di forza, presenta un precario livello di sviluppo. A determinare questa situazione contribuiscono sicuramente la grave instabilità politica di un paese in cui formazioni paramilitari legate al narcotraffico contendono allo stato la sovranità sul territorio.
Le coltivazioni illegali di coca, in forte aumento fino ai primi anni del presente secolo e poi in graduale diminuzione dal 2003, coprono circa il 70 % della produzione mondiale.
Uribe è stato rieletto nel 2006.
Nel febbraio 2022, in seguito ad un intervento della Corte Costituzionale, la Colombia ha depenalizzato l'aborto purché entro la ventiquattresima settimana dal concepimento
Nel giugno 2022 è stato eletto Presidente della Repubblica il progressista Gustavo Petro e come vicepresidente Francia Marquez.